# 馬林巴赫河 (美因河支流)
50°02′39″N 10°14′21″E / 50.044099°N 10.239161°E

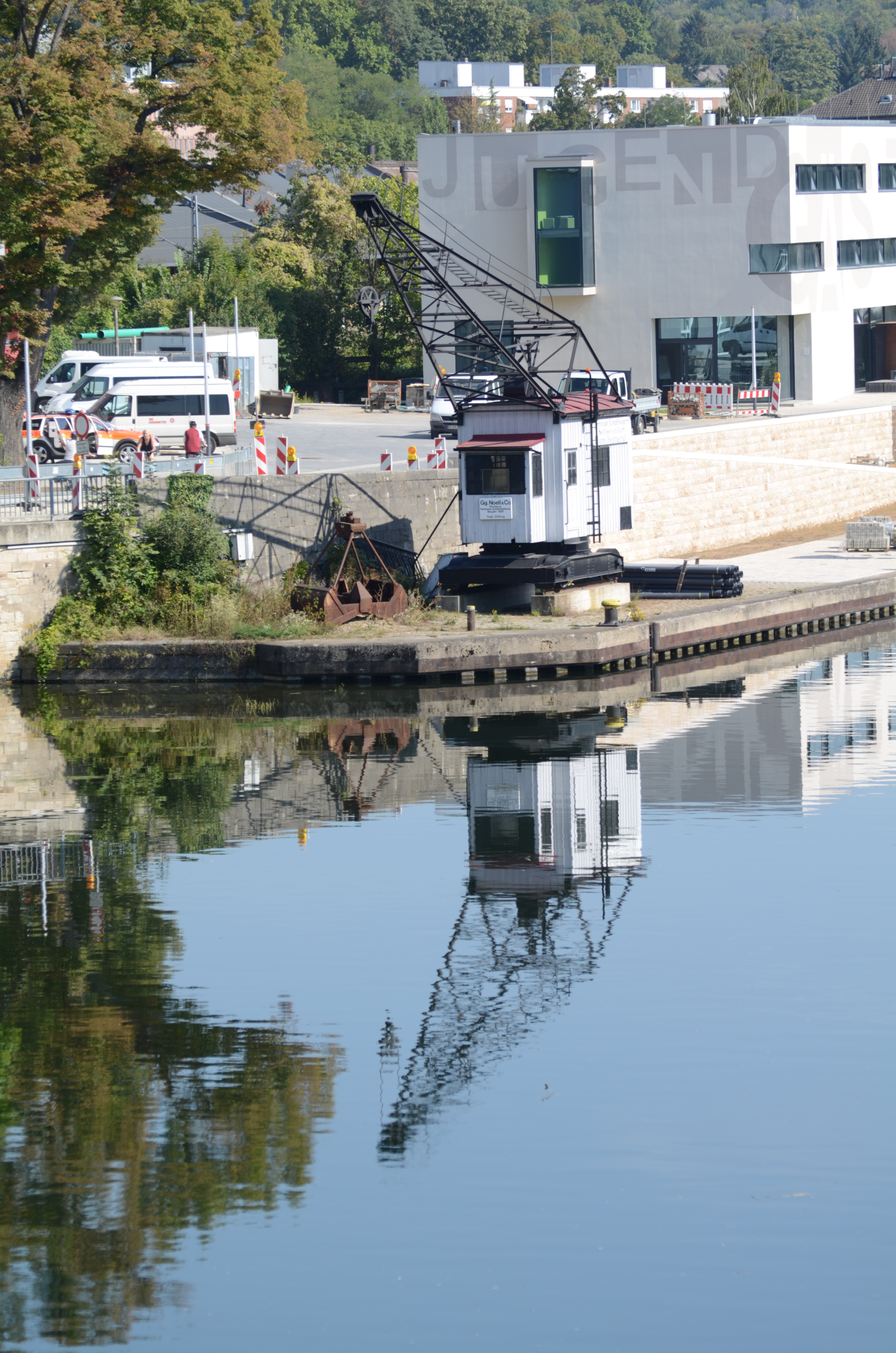

馬林巴赫河（德語：Marienbach），是德國的河流，位於該國東南部，由巴伐利亞負責管轄，屬於美因河的右支流，河道全長8公里，流域面積34.9平方公里。